# Hastulopsis marmorata
Hastulopsis marmorata é uma espécie de gastrópode do gênero Hastulopsis, pertencente a família Terebridae.